# Arai Ikunosuke
Arai Ikunosuke (荒井 郁之助?   12 de junio de 1836 - 19 de julio de 1909) fue un burócrata japonés de finales del periodo Edo y del periodo Meiji. Destacó como ministro de la armada de la República de Ezo, y posteriormente como el primer director de la Agencia Meteorológica de Japón. Su auténtico nombre era Akinori (顕徳?) que cambió más tarde a Akiyoshi (顕理?).

## Nacimiento y juventud
Arai Ikunosuke nació el 12 de junio de 1836 en el Distrito de Tedai, en Edo, cerca del templo Yushima Seidō. Era hijo del gokenin (vasallo de bajo rango) Arai Seibei. A la edad de 7 años se inició en el estudio de los clásicos chinos y, por recomendación de su tío, empezó a estudiar esgrima (Jikishinkage-ryū y Shingyōtō-ryū), arquería y equitación con 12 años. A los 14 ingresó en la academia Shōhei-zaka y, con 18, inició sus estudios sobre artillería de estilo occidental. Su carrera en el shogunato empezó cuando tenía 20 años, iniciándose en el rangaku, y fue nombrado instructor del Centro de Entrenamiento de la Armada de Nagasaki.

## Década de 1860
Después de estudiar matemáticas, navegación, y náutica, Arai fue nombrado director del Centro de Entrenamiento de la Armada en 1862. En 1864 fue reasignado a la academia militar Kōbusho, donde trabajó con Ootori Keisuke. Aprendió tácticas de infantería de estilo francés en Yokohama en 1865.

## Guerra Boshin
En 1868 durante la guerra Boshin, Arai fue nombrado capitán de la armada del shogunato y, junto con Enomoto Takeaki, zarpó del puerto de Shinagawa cuando Edo se rindió al ejército imperial. Tras llegar a Hokkaidō fue nombrado ministro de la Armada de la república de Ezo, y combatió en la batalla naval de la bahía de Miyako y en la batalla naval de Hakodate. A pesar de sus esfuerzos, las fuerzas republicanas fueron derrotadas, y Arai fue encarcelado y condenado a muerte. Mientras esperaba que la sentencia fuera ejecutada escribió el primer diccionario inglés-japonés.

## Periodo Meiji
La sentencia de muerte le fue conmutada y se lo rehabilitó. Arai trabajó durante un tiempo con Enomoto en ganar tierras al mar, posteriormente fue el director fundador de la Escuela de Agricultura de Sapporo en 1872, y director de una escuela femenina. Fue la primera persona en fotografiar la corona del sol en Japón durante un eclipse en 1887, y en 1890 fue nombrado astrónomo jefe del primer observatorio meteorológico japonés. Introdujo asimismo el sistema métrico y estableció el tiempo estándar en Japón.
Por otro lado, colaboró con su viejo amigo Ootori Keisuke en la revista Kyū Bakufu, escribiendo artículos sobre sus experiencias en la década de 1860, así como sobre la armada del shogunato.
Arai murió de diabetes en 1909, a la edad de 74 años.